# Centrale nucleare di Winfrith
La centrale nucleare di Winfrith è una centrale elettronucleare britannica situata presso la città di Winfrith, nel Dorset, in Inghilterra. L'impianto è composto da un reattore SGHWR da 92MW di potenza netta, chiuso nel 1990.